# 雷氏刺鰍
雷氏刺鰍為輻鰭魚綱合鰓目刺鰍亞目刺鰍科的其中一種，分布於非洲坦干伊喀湖流域，體長可達25.4公分，棲息在中底層水域，屬肉食性。